# Società Calcio Albanova 1996-1997
Questa voce raccoglie le informazioni riguardanti  la Società Calcio Albanova nelle competizioni ufficiali della stagione 1996-1997.

## Rosa
| N. |                   | Ruolo | Calciatore            |
| -- | ----------------- | ----- | --------------------- |
|    | Italia (bandiera) | P     | Enzo Abatiello        |
|    | Italia (bandiera) | A     | Giovanni Basile       |
|    | Italia (bandiera) | C     | Massimiliano Calcagno |
|    | Italia (bandiera) | A     | Alessandro Castellano |
|    | Italia (bandiera) | D     | Massimo Cavaliere     |
|    | Italia (bandiera) | C     | Francesco Cetronio    |
|    | Italia (bandiera) | C     | Antonio Corradino     |
|    | Italia (bandiera) | C     | Francesco D'Anielo    |
|    | Italia (bandiera) | A     | Ciro Donnarumma       |
|    | Italia (bandiera) | C     | Vincenzo Ferrieri     |
|    | Italia (bandiera) | D     | Biagio Grasso         |
|    | Italia (bandiera) | C     | Pasquale Mancini      |
|    | Italia (bandiera) | D     | Pasquale Martinelli   |
|    | Italia (bandiera) | C     | Lugi Moggio           |

| N. |                   | Ruolo | Calciatore         |
| -- | ----------------- | ----- | ------------------ |
|    | Italia (bandiera) | C     | Ciro Muro          |
|    | Italia (bandiera) | P     | Giuseppe Nioi      |
|    | Italia (bandiera) | A     | Gaetano Poziello   |
|    | Italia (bandiera) | A     | Davide Ricci       |
|    | Italia (bandiera) | C     | Francesco Rispoli  |
|    | Italia (bandiera) | D     | Antonio Rogazzo    |
|    | Italia (bandiera) | A     | Paolo Russo        |
|    | Italia (bandiera) | D     | Salvio Russo       |
|    | Italia (bandiera) | D     | Vincenzo Schettini |
|    | Italia (bandiera) | D     | Corrado Sorrentino |
|    | Italia (bandiera) | D     | Giovanni Tenace    |
|    | Italia (bandiera) | P     | Vincenzo Tonziello |
|    | Italia (bandiera) | C     | Gennaro Torlo      |
|    | Italia (bandiera) | D     | Andrea Trotta (II) |